# Calaca (Batangas)
Calaca es un municipio filipino de primera clase, perteneciente a la provincia de Batangas, en la isla de Luzón.

## Historia
Hacia mediados del siglo XIX, el lugar tenía contabilizada una población de 5201 habitantes, repartidos en 867 casas. Aparece descrito en el primer volumen del Diccionario geográfico, estadístico, histórico de las Islas Filipinas (1850) de Manuel Buzeta Núñez y Felipe Bravo con las siguientes palabras:

CALACA: pueblo con cura y gobernadorcillo, en la isla de Luzon, prov. de Batangas, dióc. del arz. de Manila: se halla sit. en los 124° 30' 10" long., 13° 56' 20" lat.; en la costa meridional del seno de Balayan, en terreno llano: le combaten todos los vientos, y el clima es bastante templado y sano; no padeciéndose de ordinario otras enfermedades, que las regionales propias de las estaciones. Tiene como unas 867 casas, en general de sencilla construccion, distinguiéndose como mas notables la casa parroquial y la llamada tribunal; hay carcel, y escuela de primeras letras, dotada de los fondos de comunidad, á la cual concurren varios alumnos; é igl. parr. de buena fábrica, servida por un cura secular. Próximo á la misma se halla el cementerio en buena situación y ventilado. Comunicase este pueblo con sus inmediatos por medio de caminos regulares, y recibe de la cabecera de la prov. el correo semanal establecido en la isla. term.: confina por E. con la laguna de Bombon, en la cual se encuentra el famoso volcan de Taal; por S. con el seno de Belayan, denominante del pueblo de este nombre, y por O. con este último punto nombrado, dist. menos de 2 leg. En sus montes se crian hermosas maderas de construccion y ebanisteria, muchas palmas, cañas y bejucos, que los hacen casi impenetrables; búfalos, javalíes, venados, monos de muchas clases, gallos, tórtolas, etc., y abundante miel y cera que depositan las abejas en los huecos de los troncos de los árboles y otros puntos donde hallan abrigo. El terreno reducido á cultivo es muy fértil, y sus prod. arroz, cafe, cacao, caña dulce, añil, ajonjolí, algodon, abacá, cocos, mangas y toda clase de legumbres y frutas. La ind. consiste en el beneficio de los productos naturales, la fabricacion de varias telas y la pesca, que es un ramo sumamente interesante. El comercio se reduce á la esportacion del sobrante de sus artículos naturales y fabriles. pobl. 5,201 alm., 1,073 trib., que ascienden á 10,730 rs. plata, equivalentes á 26,825 rs. vn.
(Buzeta y Bravo, 1850, p. 448)

En 2020, tenía censados 87 361 habitantes.